# Арбанаси (Велико Трново)
Арбанаси (буг. Арбанаси) село је у северној Бугарској, општина Велико Трново, Великотрновска област.

## Етимологија
Име села потиче од албанске речи Arbërës или словенске-српске Арбанас, што значи земљорадник. Од корена ове речи је турски назив арнавут који се користи за одређивање Албанаца међу становништвом који су настањени овде из различитих делова Македоније и Албаније.

## Географија
Насеље лежи 4 км североисточно од Великог Трнова на северу Бугарске. Удаљено је 197 км источно од Софије. У њему се налази неколико занимљивих манастира и цркава из периода од 16. до 18. века: манастир Светог Николе, Успења Пресвете Богородице, Црква Рођења Христовог, Црква Светих арханђела Михајла и Гаврила, Црква Светог Анастасија, Црква Светог Ђорђа и Црква Светог Димитрија. У селу су добро очуване стамбене куће некадашњих богатих становника насеља, које одликују високи камени зидови и личе на утврђења, док је унутрашњост пријатна и удобна — плафони, врата, намештај, прозори и остала опрема су израђени од масивног дубореза и богато украшени. Градња савремених кућа и хотела у Арбанасију успешно опонаша овај стил архитектуре.

## Историја
Нема писаних докумената о историјском настанку села Арбанаси. Једна од претпоставки говори да је место насељено бугарским бољарима (племићима) из најзападнијих крајева државе. Према очуваним документима који потичу из периода око 1460. године, овде је већ постојало насеље, вероватно настало насељавањем покрштених Албанаца. Владарским декретом — ферманом из 1538. године, турски султан Сулејман Величанствени, свом зету, великом везиру Рустем Паши, доделио је село Арбанасе, као и села Шасковец, Горњу и Доњу Орјаховицу. Становници Арбанаса су преузели обавезу заштите околних пролаза, за које су награђени значајним ослобађањем и смањењем плаћања пореза.
Насеље је задржало овај статус до ослобођења Бугарске 1878. године. Веома погодни привредни услови, уз природне повољне карактеристике региона, довели су до значајног економског развоја села Арбанаси током 17. и 18. века. Сточарство, производња вина, као и бројни занати — кујунџије, златари, кројачи и други, били су веома развијени. Становници села Арбанаси бавили су се занатима, производњом млечних производа и прерадом вуне. Захваљујући улагањима трговаца из Арбанасија, село данас има мноштво знаменитости, међу којима су велике камене куће, посебно се истиче Констанцалијева кућа, цркве, капеле и фонтане са водом за пиће.
Уметничка и историјска вредност манастира Светог Николе се највише огледа у очуваним фрескама у капели Светог Илије из 1716. године, на којима су приказани монументални ликови Христа и арханђела, 12 сцена из живота Свете Богородице и 6 сцена из Христовог живота.
Арбанаси су постављени на листу од стотину националних туристичких локалитета Бугарске.

## Становништво
По проценама из 2011. године, Арбанаси су имали 303 становника. Већина становништва су етнички Бугари. Последњих година забележен је пораст броја становника у насељу.
Претежна вероисповест месног становништва је православље.

## Галерија слика
- Кућа у насељу
- Црква Христовог рођења
- Кућа у насељу
- Улица у насељу
- Манастир Св. Николе Чудотворца
- Хотел